# Popiglio
Popiglio is een plaats (frazione) in de Italiaanse gemeente Piteglio.

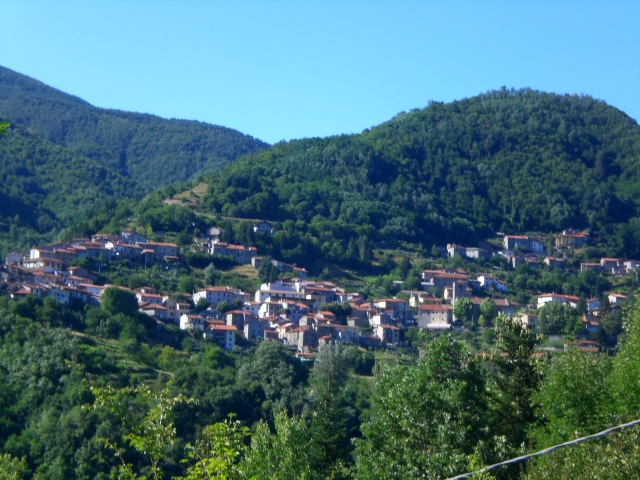
Popiglio
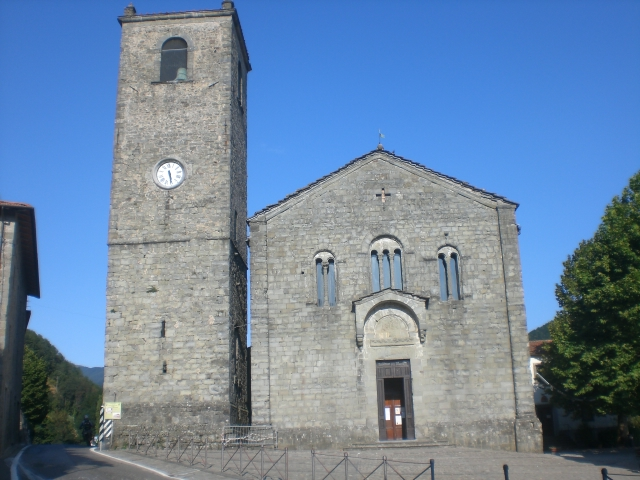
Kerk in Popiglio